# Kansai-Universität
Die Kansai-Universität (jap. 関西大学, Kansai daigaku, kurz: Kandai (関大)) ist eine private Universität in Japan. Der Hauptcampus liegt in Suita in der Präfektur Osaka. Sie ist eine der größten privaten Universitäten in Westjapan.

## Geschichte

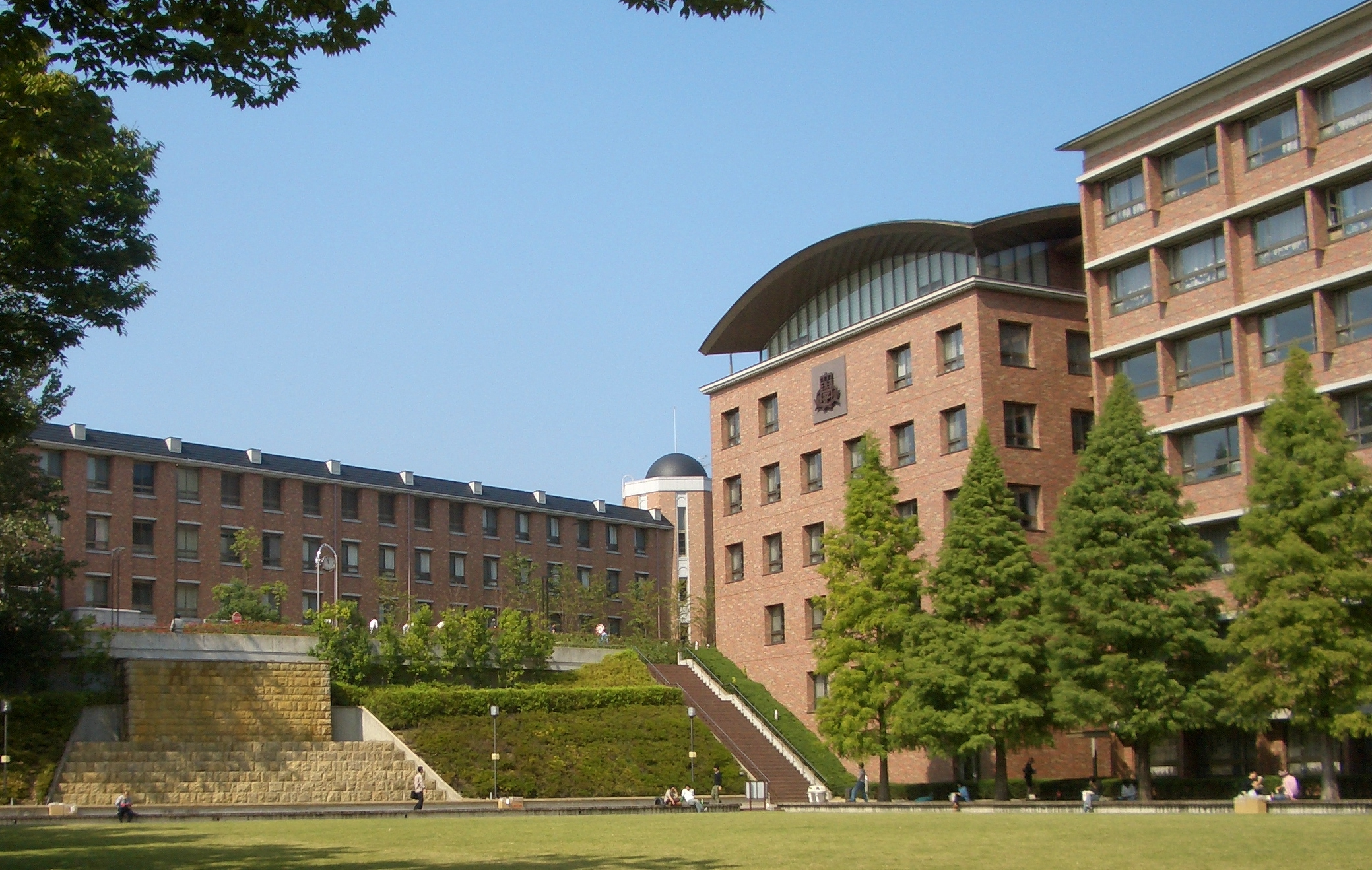
Senriyama-Campus

Die Universität wurde 1886 von den Osakaer Juristen als Kansai-Rechtsschule (関西法律学校, Kansai hōritsu gakkō) gegründet. Sie war die erste Rechtsschule in Osaka und entwickelte sich 1905 zu einer rechts- und volkswirtschaftlichen Fachschule, die Shiritsu Kansai Daigaku (私立関西大学, dt. „Private Kansai-Hochschule“) hieß. 1920 wurde sie in Kansai Daigaku umbenannt, in den heutigen Namen. 1922 zog sie in den Senriyama-Campus und erlangte den Universitätsstatus. Yamaoka Juntarō (山岡 順太郎), der erste Präsident, setzte das Motto: „Praktifizierung der Wissenschaften“ (jap. 学の実化, engl. Academic Practicalization).
1958 wurde die Fakultät für Ingenieurwissenschaften und 1994 die Fakultät für Umfassende Informatik (im neuen Takatsuki-Campus) gegründet. 2007 wurde die Fakultät für Ingenieurwissenschaften in drei technische Fakultäten geteilt. Im April 2010 wurden zwei Fakultäten in den neuen Campus (Takatsuki-Muse-Campus (jap. 高槻ミューズキャンパス, Takatsuki myūzu kyampasu) und Sakai-Campus) eröffnet.

## Fakultäten
- Senriyama-Campus (in Suita, Präfektur Osaka, 34° 46′ 26,2″ N, 135° 30′ 36,1″ OKoordinaten: 34° 46′ 26,2″ N, 135° 30′ 36,1″ O):
  - Fakultät für Rechtswissenschaft
  - Fakultät für Geisteswissenschaften
  - Fakultät für Volkswirtschaftslehre
  - Fakultät für Handelswissenschaft
  - Fakultät für Sozialwissenschaften
  - Fakultät für Fremdsprachenstudien
  - Fakultät für Politik (jap. 政策創造学部, engl. Faculty of Policy Studies)
  - Fakultät für Natur- und Ingenieurwissenschaften (jap. システム理工学部, engl. Faculty of Engineering Science)
  - Fakultät für Umwelt- und Bauingenieurwesen (jap. 環境都市工学部, engl. Faculty of Environmental and Urban Engineering)
  - Fakultät für Chemie und Biotechnologie (jap. 化学生命工学部, engl. Faculty of Chemistry, Materials and Bioengineering)

- Takatsuki-Campus (in Takatsuki, Präfektur Osaka, 34° 52′ 40,9″ N, 135° 34′ 31,9″ O):
  - Fakultät für Umfassende Informatik

- Takatsuki-Muse-Campus (in Takatsuki, Präfektur Osaka, 34° 51′ 18″ N, 135° 37′ 18,9″ O):
  - Fakultät für Sicherheitswissenschaften (jap. 社会安全学部, engl. Faculty of Safety Science), seit April 2010

- Sakai-Campus (in Sakai, Präfektur Osaka, 34° 35′ 22,9″ N, 135° 29′ 33″ O):
  - Fakultät für Gesundheitswissenschaften (jap. 人間健康学部, engl. Faculty of Health and Well-being), seit April 2010

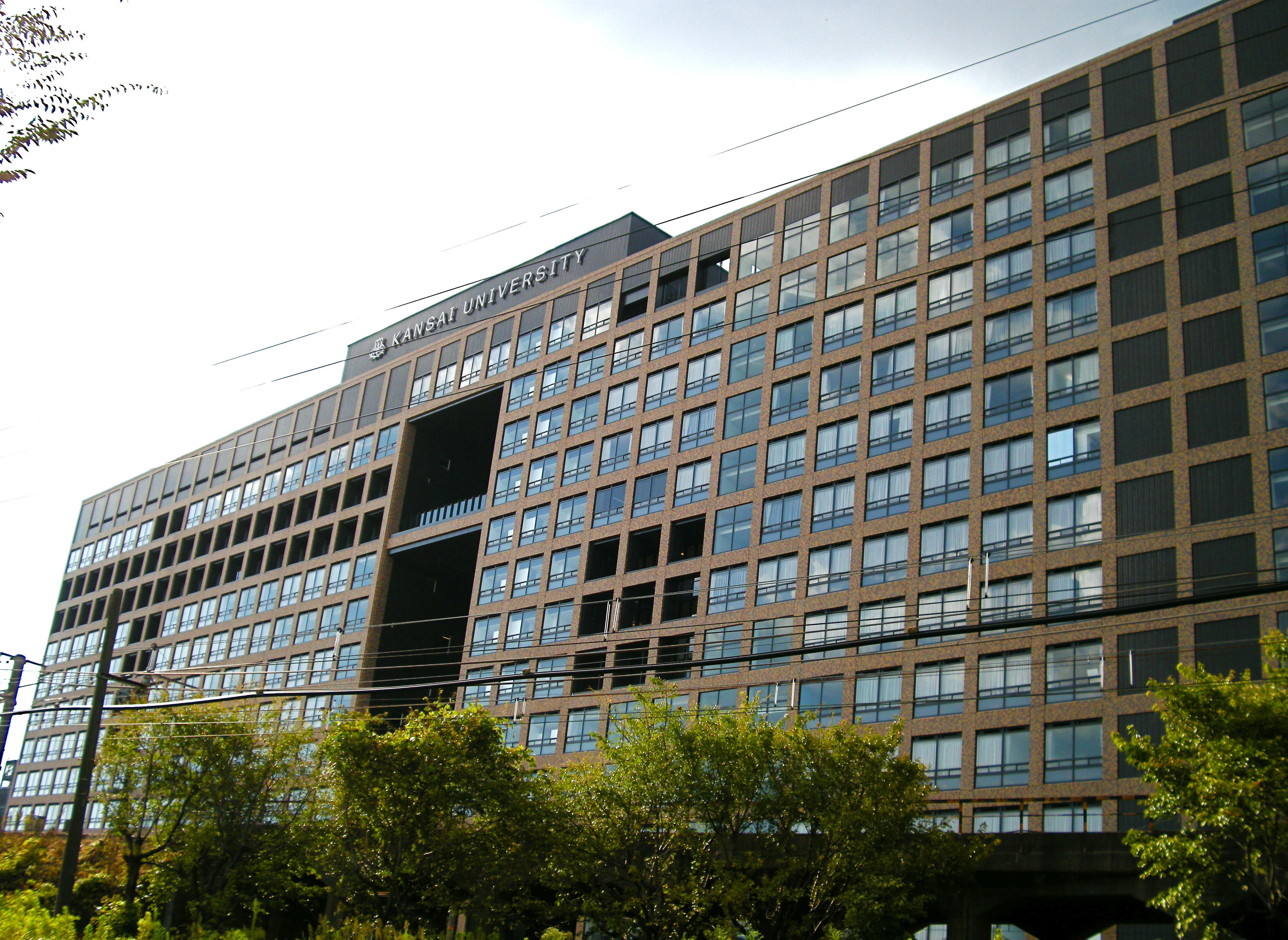
Hauptgebäude auf dem Takatsuki-Muse-Campus
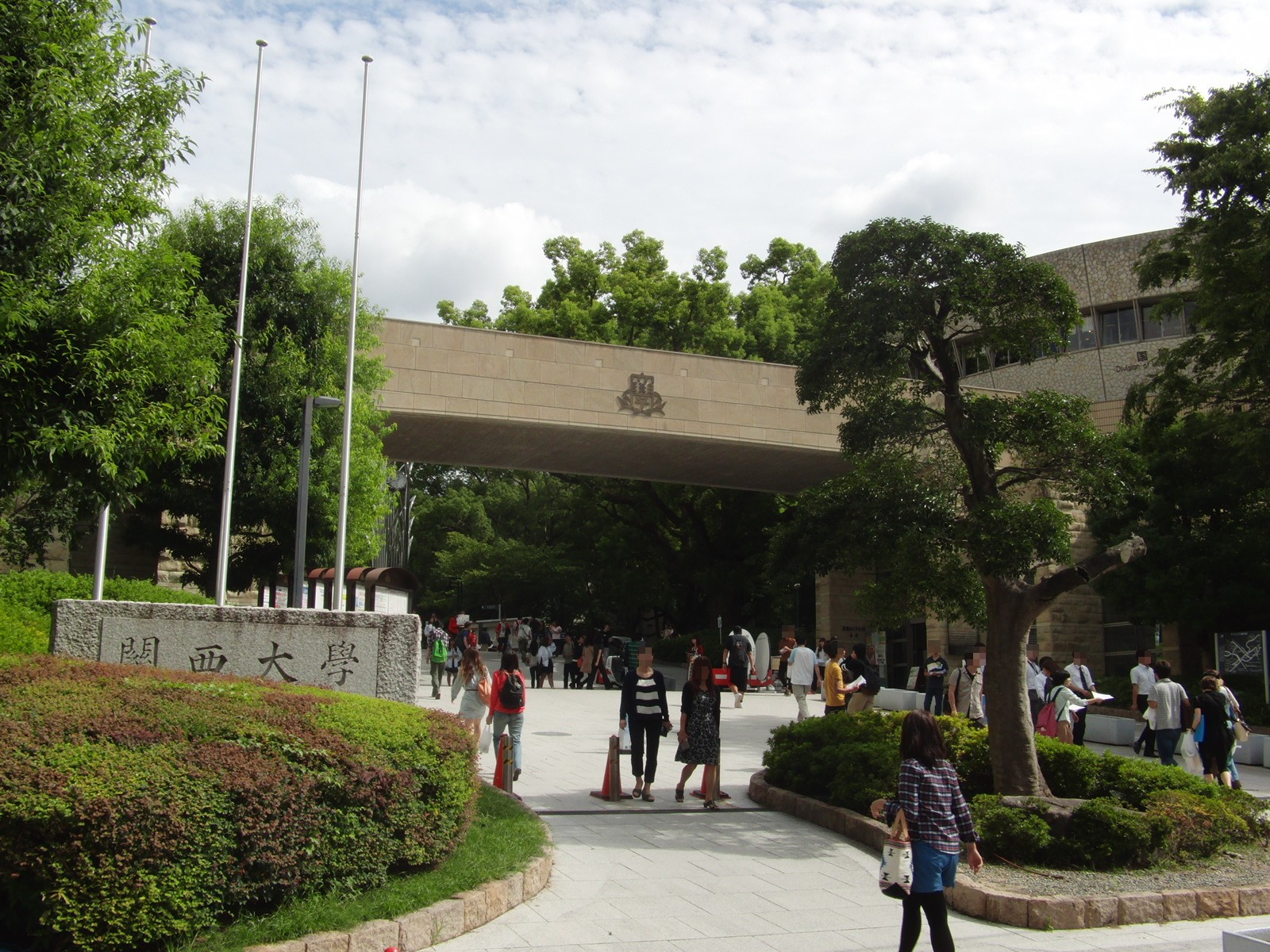
Haupttor zum Senriyama-Campus
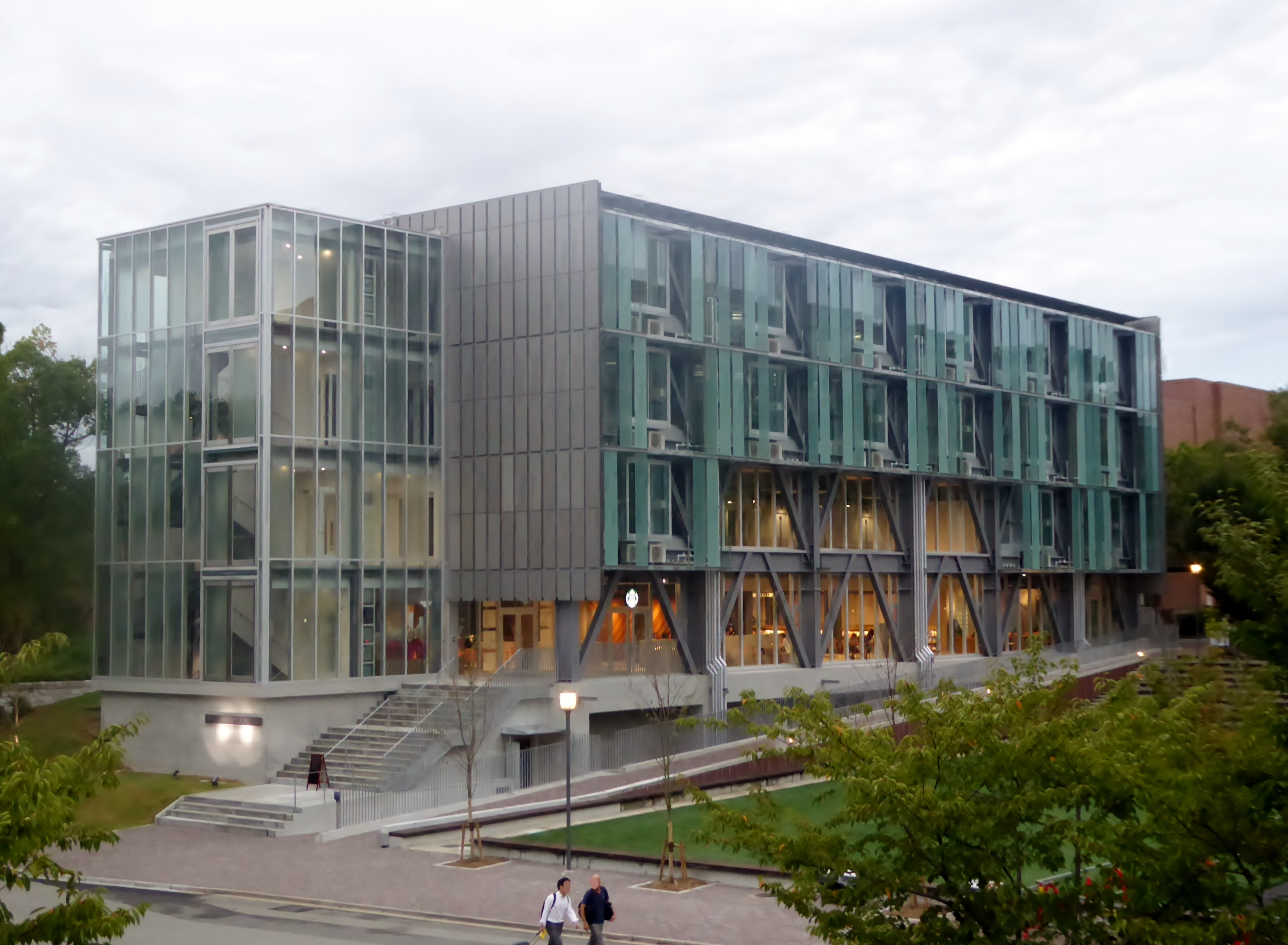
Innovationszentrum

## Bekannte Absolventen
- Daisuke Takahashi (* 1986), Eiskunstläuferin
- Fumio Ōtsubo (* 1945), Vorsitzender des Verwaltungsrats der Panasonic Corporation.
- Hideji Hōjō (1902–1996), Dramatiker
- Hitomi Yaida (* 1978), Sängerin und Songwriterin
- Kanako Nishi (* 1977), Schriftstellerin
- Kansei Nakano (* 1940), Politiker
- Kin Sekihan (* 1925), Schriftsteller
- Kumiko Ōkawa (* 1968), Eiskunstläuferin
- Kōji Sasaki (* 1936), Fußballspieler
- Masamitsu Ichiguchi (* 1940), Ringer
- Nobuo Satō (* 1964), Eiskunstläuferin
- Nobunari Oda (* 1987), Eiskunstläuferin
- Ōshima Kenkichi (1908–1985), Dreispringer
- Sanshi Katsura (* 1943), Rakugokünstler
- Seishirō Shimatani (1938–2001), Fußballspieler
- Satoko Miyahara (* 1998), Eiskunstläuferin
- Shirō Ken (* 1992), Boxer
- Tetsuzō Fuyushiba (1936–2011), Politiker
- Tomoyuki Tanaka (1910–1997), Produzent
- Takashi Shimura (1905–1982), Schauspieler
- Tatsuki Machida (* 2015), Eiskunstläuferin
- Takashi Tanihata (* 1947), Politiker
- Yamaguchi Gōgen (1909–1989), Meister des Karate
- Kiyou Shimizu (* 1993), Olympionikin und Karateka